# Fireball Roberts
Statistiques en NASCAR Cup Series
Dernière mise à jour : 25 décembre 2016 
Fireball Roberts, de son vrai nom Edward Glenn Roberts Jr, est un pilote américain de NASCAR né le 20 janvier 1929 à Tavares, Floride, et mort le 2 juillet 1964 à Charlotte, Caroline du Nord, des suites d'un accident lors de la course World 600.

## Carrière
Il commence sa carrière en 1950 et remporte en 15 saisons 33 courses dont le Daytona 500 en 1962. La meilleure performance de Roberts dans le championnat de première division NASCAR Grand National est une 2e place en 1950. 

## Liens externes

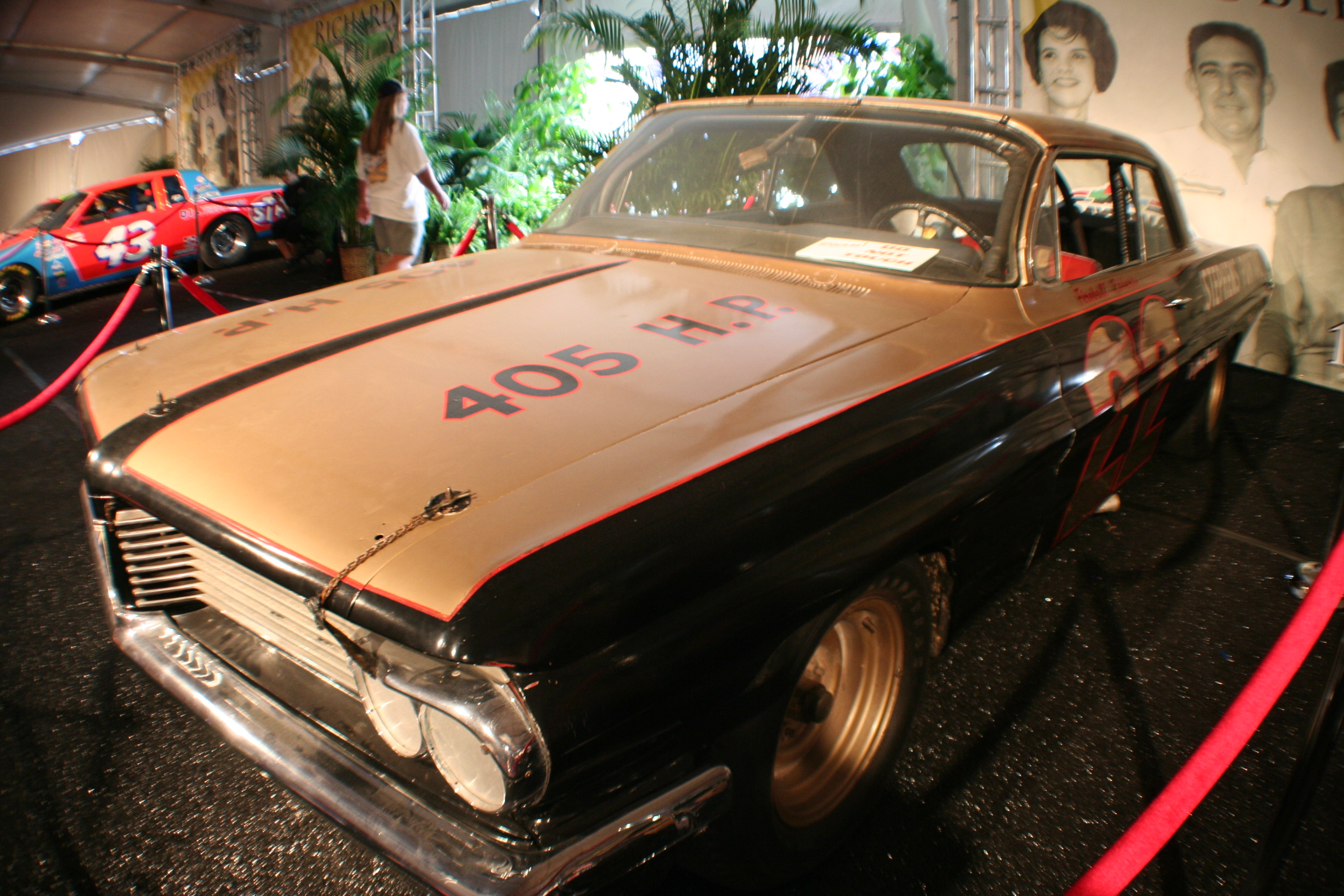
Voiture de Fireball Roberts à Daytona en 1962

## Référence
1. ↑  (en) NASCAR Grand National standings for 1950 (racing-reference.info)